# Choquecota (gemeente)
Choquecota is een gemeente (municipio) in de Boliviaanse provincie Carangas in het departement Oruro. De gemeente telt naar schatting 1.931 inwoners (2018). De hoofdplaats is Choquecota.